# Liste des aéroports les plus fréquentés en Nouvelle-Zélande
Voici une liste des aéroports les plus achalandés de Nouvelle Zélande par nombre de passagers et par mouvements d'avions. Le nombre de passagers est calculé annuellement à la fin de l’exercice pour la majorité des aéroports (30 juin).

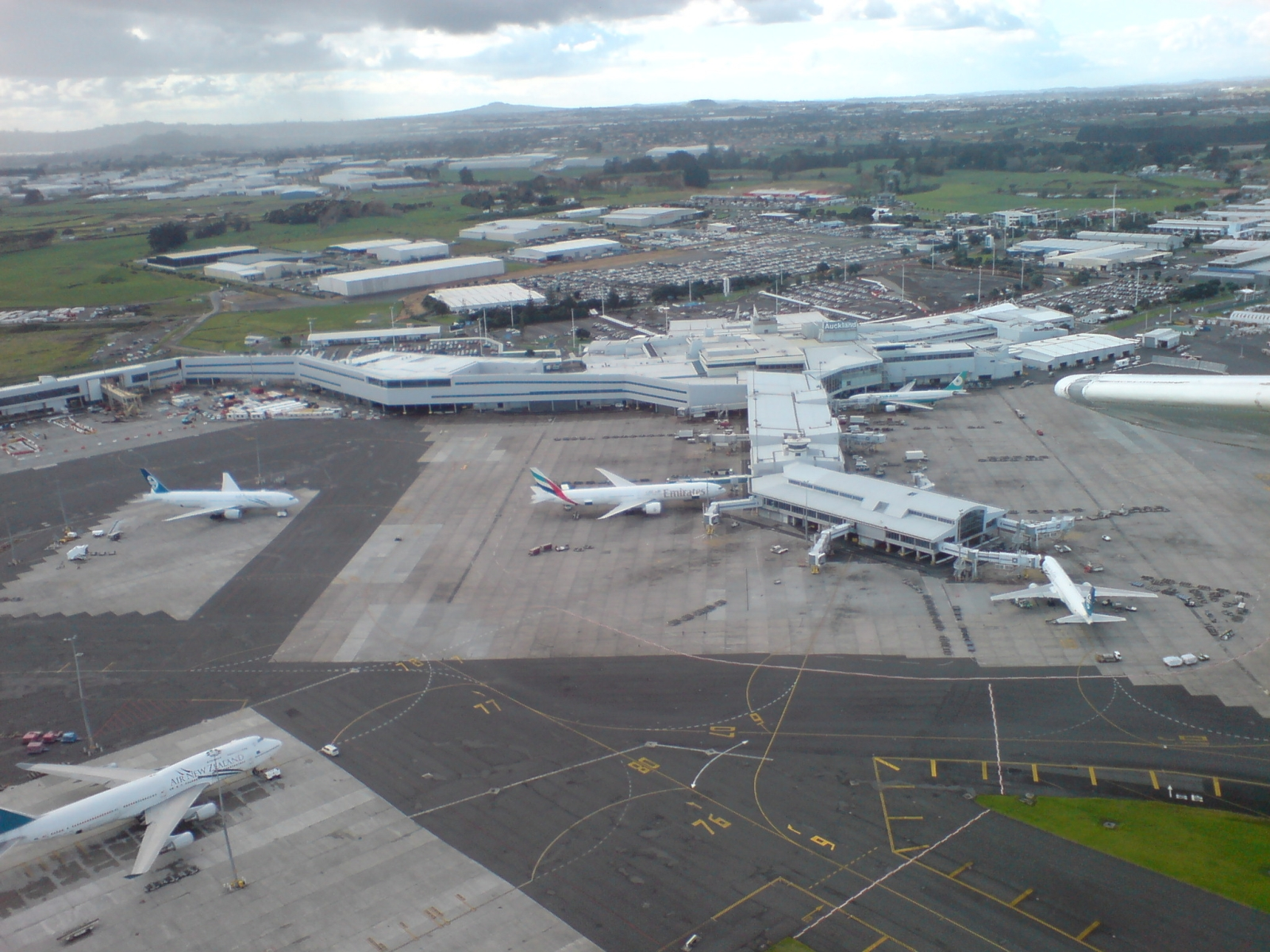
L'aéroport d'Auckland.

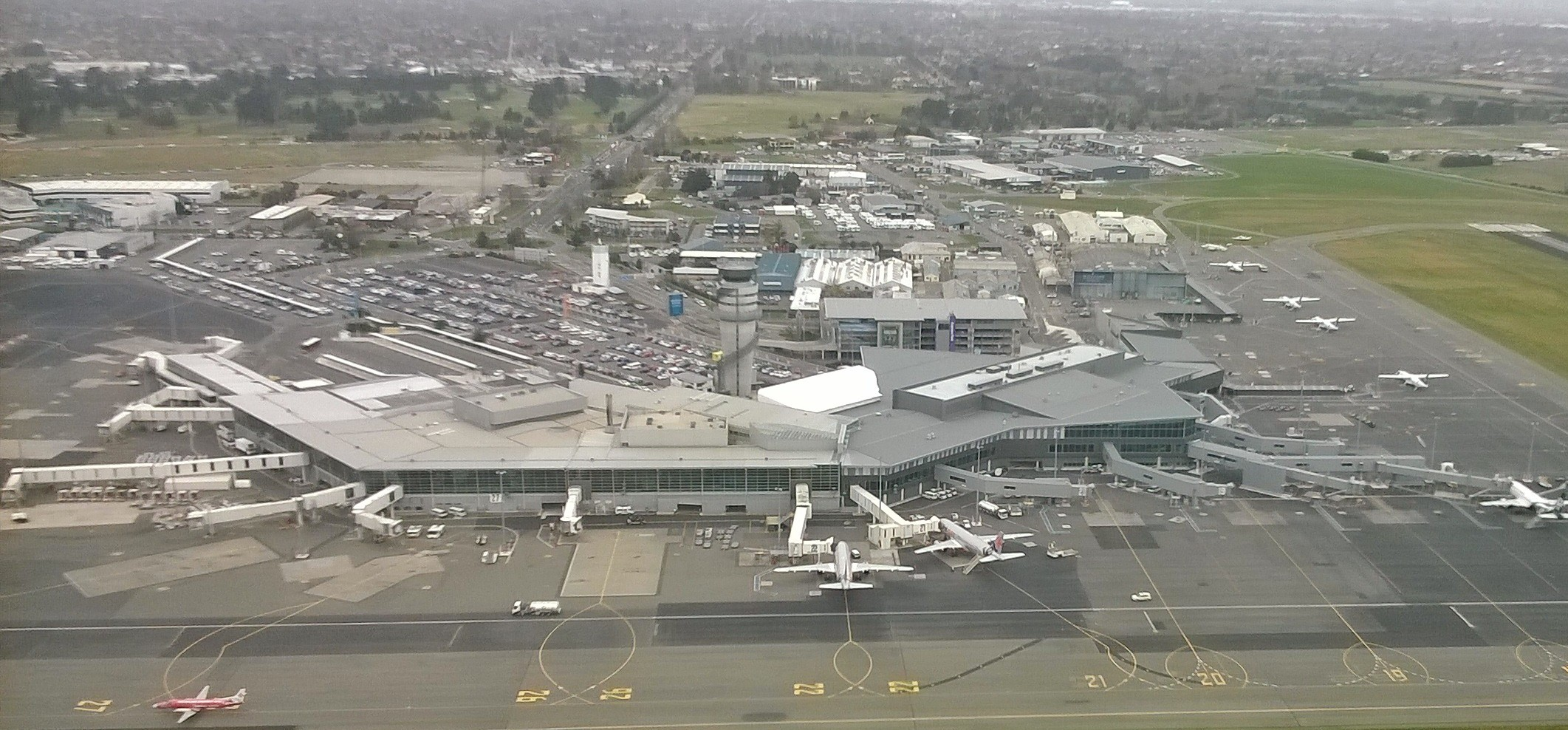
L'Aéroport de Christchurch.

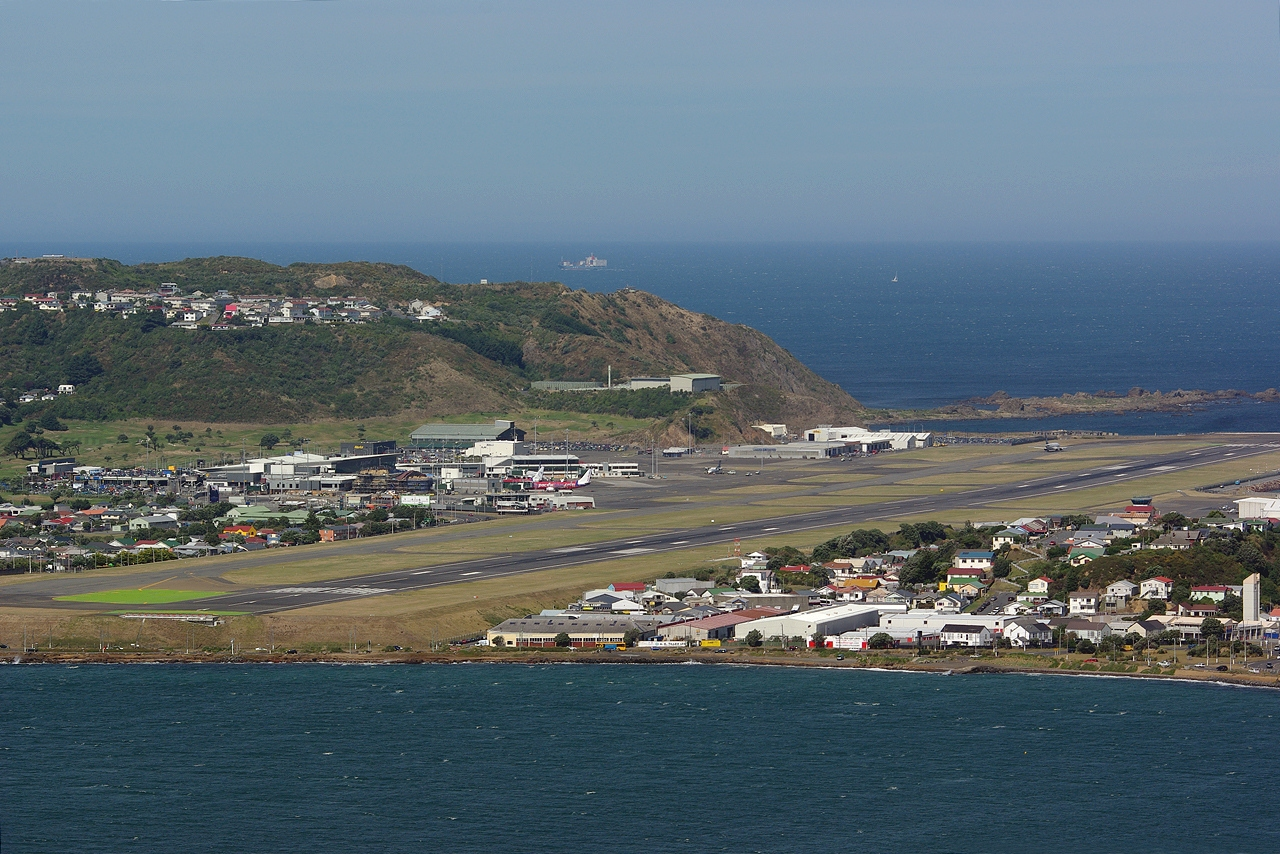
L'Aéroport de Wellington.

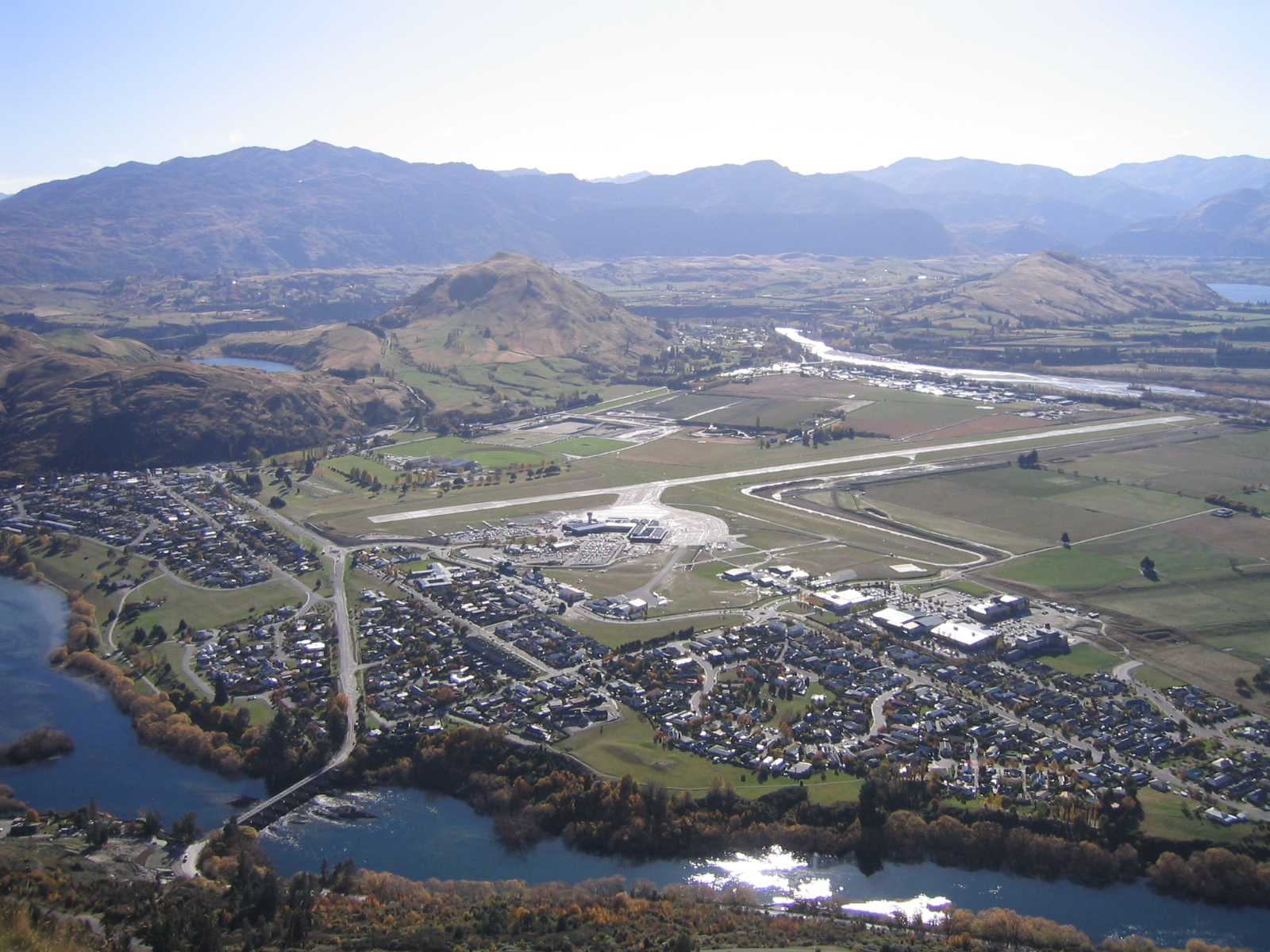
L'Aéroport de Queenstown.

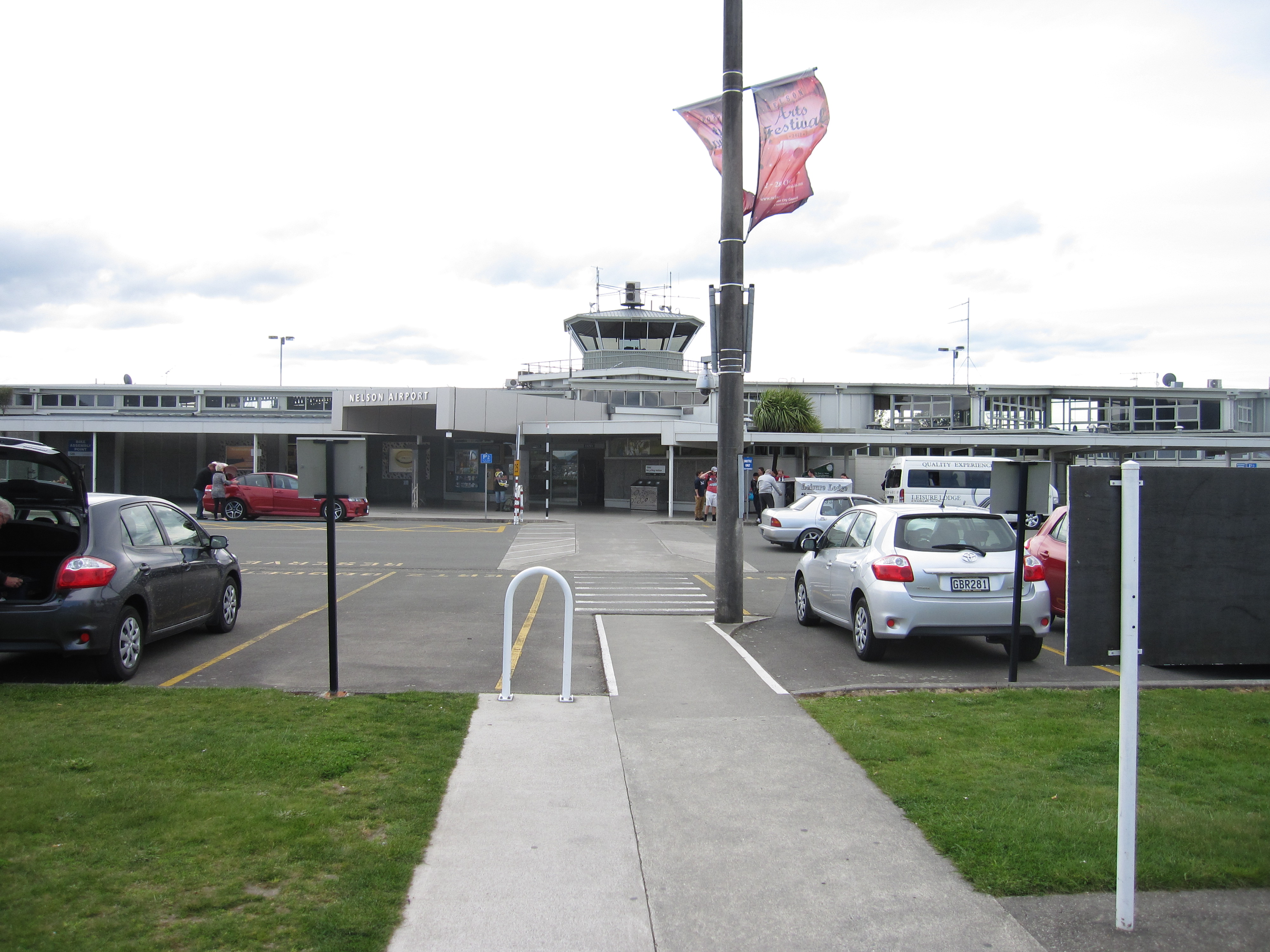
Nelson Airport.

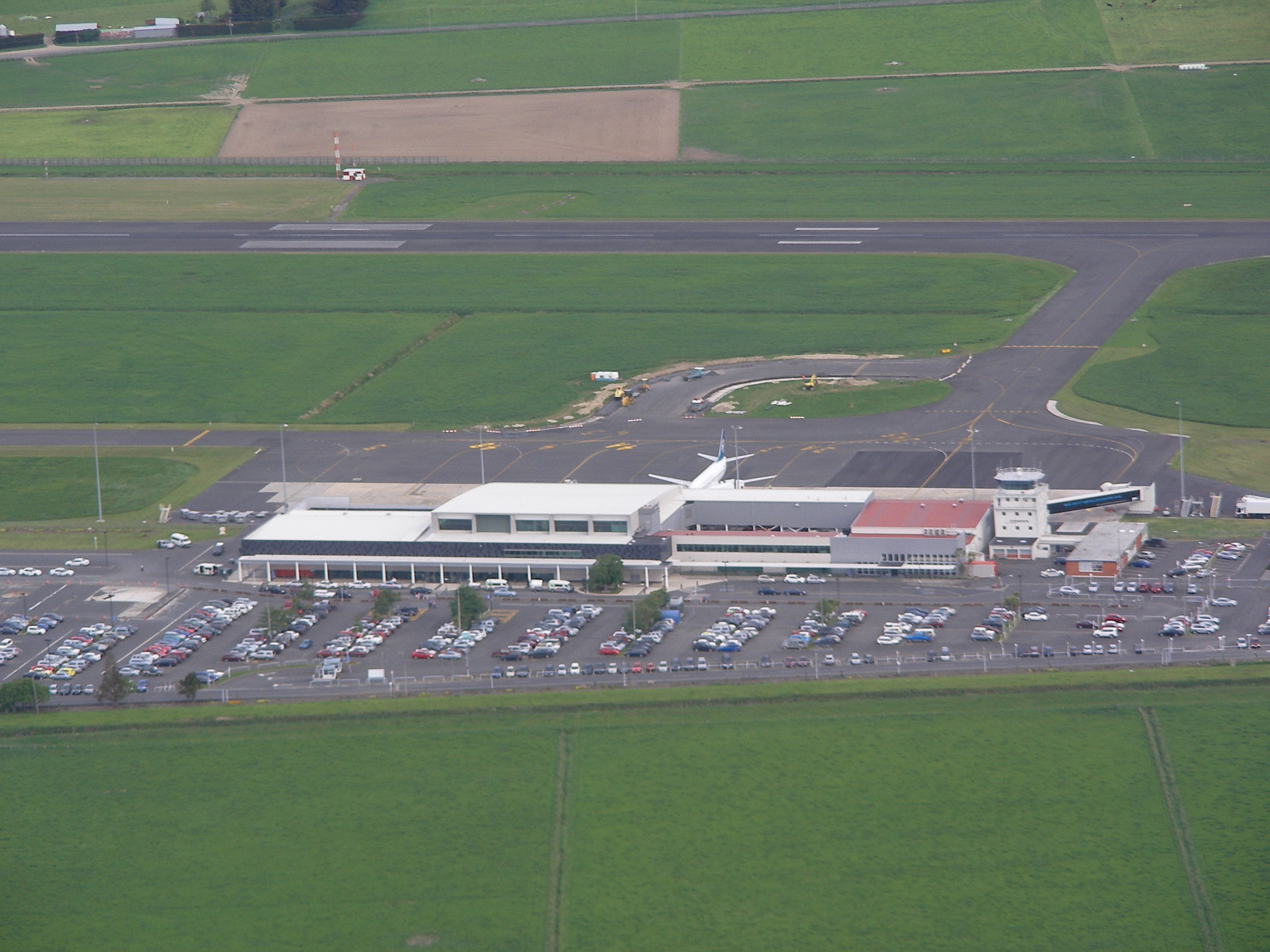
L'aéroport de Dunedin.

## Nombre de passagers en graphique
Pour des raisons techniques, il est temporairement impossible d'afficher le graphique qui aurait dû être présenté ici.

Voir la requête brute et les sources sur Wikidata.

## Nombre de passagers en tableau

### 2018
| Rang | Aéroport                               | IATA | Emplacement      | Passagers  |
| ---- | -------------------------------------- | ---- | ---------------- | ---------- |
| 1    | Aéroport d'Auckland                    | AKL  | Auckland         | 20 530 048 |
| 2    | Aéroport international de Christchurch | CHC  | Christchurch     | 6 868 948  |
| 3    | Aéroport international de Wellington   | WLG  | Wellington       | 6 213 589  |
| 4    | Aéroport international de Queenstown   | ZQN  | Queenstown       | 2 140 669  |
| 5    | Nelson (en)                            | NSN  | Nelson           | 1 061 000  |
| 6    | Dunedin                                | DUD  | Dunedin          | 1 035 645  |
| 7    | Napier (en)                            | NPE  | Napier           | 697 143    |
| 8    | Palmerston North (en)                  | PMR  | Palmerston North | 657 515    |
| 9    | New Plymouth (en)                      | NPL  | New Plymouth     | 436 912    |
| 10   | Tauranga (en)                          | TRG  | Tauranga         | 405 000    |
| 11   | Hamilton                               | HLZ  | Hamilton         | 353 000    |
| 12   | Blenheim-Woodbourne (en)               | BHE  | Blenheim         | 322 139    |
| 13   | Invercargill (en)                      | IVC  | Invercargill     | 307 308    |
| 14   | Rotorua                                | ROT  | Rotorua          | 246 846    |

### 2017
| Rang | Aéroport                               | AITA | Ville            | Passagers  |
| ---- | -------------------------------------- | ---- | ---------------- | ---------- |
| 1    | Aéroport d'Auckland                    | AKL  | Auckland         | 19 020 573 |
| 2    | Aéroport international de Christchurch | CHC  | Christchurch     | 6 566 598  |
| 3    | Aéroport international de Wellington   | WLG  | Wellington       | 6 049 194  |
| 4    | Aéroport international de Queenstown   | ZQN  | Queenstown       | 1 892 443  |
| 5    | Nelson (en)                            | NSN  | Nelson           | 1 000 373  |
| 6    | Dunedin                                | DUD  | Dunedin          | 973 089    |
| 7    | Napier (en)                            | NPE  | Napier           | 652 456    |
| 8    | Palmerston North (en)                  | PMR  | Palmerston North | 630 000    |
| 9    | New Plymouth (en)                      | NPL  | New Plymouth     | 435 000    |
| 10   | Tauranga (en)                          | TRG  | Tauranga         | 350 085    |
| 11   | Aérodrome de Hamilton                  | HLZ  | Hamilton         | 317 348    |
| 12   | Blenheim-Woodbourne (en)               | BHE  | Blenheim         | 302 884    |
| 13   | Invercargill (en)                      | IVC  | Invercargill     | 294 832    |
| 14   | Rotorua                                | ROT  | Rotorua          | 241 303    |

| Rang | Aéroport                               | AITA | Ville            | Passagers  |
| ---- | -------------------------------------- | ---- | ---------------- | ---------- |
| 1    | Aéroport d'Auckland                    | AKL  | Auckland         | 17 260 349 |
| 2    | Aéroport international de Christchurch | CHC  | Christchurch     | 6 305 717  |
| 3    | Aéroport international de Wellington   | WLG  | Wellington       | 5 848 795  |
| 4    | Aéroport international de Queenstown   | ZQN  | Queenstown       | 1 651 109  |
| 5    | Dunedin                                | DUD  | Dunedin          | 909 614    |
| 6    | Nelson (en)                            | NSN  | Nelson           | 865 023    |
| 7    | Hawkes Bay Airport                     | NPE  | Napier           | 566 431    |
| 8    | Palmerston North (en)                  | PMR  | Palmerston North | 515 727    |
| 9    | New Plymouth (en)                      | NPL  | New Plymouth     | 411 661    |
| 10   | Aérodrome de Hamilton                  | HLZ  | Hamilton         | 303 000    |
| 11   | Tauranga (en)                          | TRG  | Tauranga         | 298 000    |
| 12   | Invercargill (en)                      | IVC  | Invercargill     | 289 836    |
| 13   | Blenheim-Woodbourne (en)               | BHE  | Blenheim         | 266 905    |
| 14   | Rotorua                                | ROT  | Rotorua          | 222 983    |

### 2015
| Rang | Aéroport                               | AITA | Ville            | Passagers  |
| ---- | -------------------------------------- | ---- | ---------------- | ---------- |
| 1    | Aéroport d'Auckland                    | AKL  | Auckland         | 15 892 741 |
| 2    | Aéroport international de Christchurch | CHC  | Christchurch     | 5 915 785  |
| 3    | Aéroport international de Wellington   | WLG  | Wellington       | 5 457 279  |
| 4    | Aéroport international de Queenstown   | ZQN  | Queenstown       | 1 409 663  |
| 5    | Dunedin                                | DUD  | Dunedin          | 861 982    |
| 6    | Nelson (en)                            | NSN  | Nelson           | 764 050    |
| 7    | Napier (en)                            | NPE  | Napier           | 476 000    |
| 8    | Palmerston North (en)                  | PMR  | Palmerston North | 466 557    |
| 9    | New Plymouth (en)                      | NPL  | New Plymouth     | 342 000    |
| 10   | Aérodrome de Hamilton                  | HLZ  | Hamilton         | 291 000    |
| 11   | Tauranga (en)                          | TRG  | Tauranga         | 285 992    |
| 12   | Invercargill (en)                      | IVC  | Invercargill     | 277 838    |
| 13   | Blenheim-Woodbourne (en)               | BHE  | Blenheim         | 250 000    |
| 14   | Rotorua                                | ROT  | Rotorua          | 222 226    |

### 2014
| Rang | Aéroport                               | AITA | Ville            | Passagers  |
| ---- | -------------------------------------- | ---- | ---------------- | ---------- |
| 1    | Aéroport d'Auckland                    | AKL  | Auckland         | 15 098 346 |
| 2    | Aéroport international de Christchurch | CHC  | Christchurch     | 5 709 272  |
| 3    | Aéroport international de Wellington   | WLG  | Wellington       | 5 437 286  |
| 4    | Aéroport international de Queenstown   | ZQN  | Queenstown       | 1 248 878  |
| 5    | Dunedin                                | DUD  | Dunedin          | 853 097    |
| 6    | Nelson (en)                            | NSN  | Nelson           | 744 416    |
| 7    | Napier (en)                            | NPE  | Napier           | 456 672    |
| 8    | Palmerston North (en)                  | PMR  | Palmerston North | 455 166    |
| 9    | New Plymouth (en)                      | NPL  | New Plymouth     | 343 572    |
| 10   | Aérodrome de Hamilton                  | HLZ  | Hamilton         | 294 396    |
| 11   | Invercargill (en)                      | IVC  | Invercargill     | 281 811    |
| 12   | Aéroport de Tauranga                   | TRG  | Tauranga         | 273 857    |
| 13   | Blenheim-Woodbourne (en)               | BHE  | Blenheim         | 241 173    |
| 14   | Rotorua                                | ROT  | Rotorua          | 215 276    |

### 2013
| Rang | Aéroport                               | AITA | Ville            | Passagers  |
| ---- | -------------------------------------- | ---- | ---------------- | ---------- |
| 1    | Aéroport d'Auckland                    | AKL  | Auckland         | 14 862 485 |
| 2    | Aéroport international de Christchurch | CHC  | Christchurch     | 5 576 821  |
| 3    | Aéroport international de Wellington   | WLG  | Wellington       | 5 373 622  |
| 4    | Aéroport international de Queenstown   | ZQN  | Queenstown       | 1 215 526  |
| 5    | Aéroport international de Dunedin      | DUD  | Dunedin          | 857 951    |
| 6    | Nelson Airport                         | NSN  | Nelson           | 767 298    |
| 7.   | Hawkes Bay Airport                     | NPE  | Napier           | 451 128    |
| 8    | Palmerston North Airport               | PMR  | Palmerston North | 445 147    |
| 9    | Nouvel aéroport de Plymouth            | NPL  | New Plymouth     | 332 178    |
| 10   | Aérodrome de Hamilton                  | HLZ  | Hamilton         | 306 000    |
| 11   | Invercargill (en)                      | IVC  | Invercargill     | 280 000    |
| 12   | Aéroport de Tauranga                   | TRG  | Tauranga         | 261 265    |
| 13   | L'aéroport de Blenheim                 | BHE  | Blenheim         | 227 886    |
| 14   | Rotorua                                | ROT  | Rotorua          | 217 545    |

### 2012
| Rang | Aéroport                                   | AITA | Ville            | Passagers  |
| ---- | ------------------------------------------ | ---- | ---------------- | ---------- |
| 1    | Aéroport d'Auckland                        | AKL  | Auckland         | 14 160 640 |
| 2    | Aéroport international de Christchurch     | CHC  | Christchurch     | 5 485 023  |
| 3    | Aéroport international de Wellington       | WLG  | Wellington       | 5 191 729  |
| 4    | Aéroport international de Queenstown       | ZQN  | Queenstown       | 1 156 250  |
| 5    | Aéroport international de Dunedin          | DUD  | Dunedin          | 853 650    |
| 6    | Nelson Airport                             | NSN  | Nelson           | 776 448    |
| 7    | Aéroport international de Palmerston North | PMR  | Palmerston North | 449 318    |
| 8    | Hawkes Bay Airport                         | NPE  | Napier           | 440 704    |
| 9    | Aérodrome de Hamilton                      | HLZ  | Hamilton         | 354 000    |
| 10   | Nouvel aéroport de Plymouth                | NPL  | New Plymouth     | 321337     |
| 11   | Invercargill (en)                          | IVC  | Invercargill     | 285 000    |
| 12   | Aéroport de Tauranga                       | TRG  | Tauranga         | 248 519    |
| 13   | Rotorua                                    | ROT  | Rotorua          | 226 795    |
| 14   | Blenheim-Woodbourne (en)                   | BHE  | Blenheim         | 221 707    |

### 2011
| Rang | Aéroport                                   | AITA | Ville            | Passagers  |
| ---- | ------------------------------------------ | ---- | ---------------- | ---------- |
| 1    | Aéroport d'Auckland                        | AKL  | Auckland         | 13 703 043 |
| 2    | Aéroport international de Christchurch     | CHC  | Christchurch     | 5 592 529  |
| 3    | Aéroport international de Wellington       | WLG  | Wellington       | 5 135 000  |
| 4    | Aéroport international de Queenstown       | ZQN  | Queenstown       | 966 574    |
| 5    | Aéroport international de Dunedin          | DUD  | Dunedin          | 776 508    |
| 6    | Nelson Airport                             | NSN  | Nelson           | 758 250    |
| 7    | Aéroport international de Palmerston North | PMR  | Palmerston North | 449 090    |
| 8    | Hawkes Bay Airport                         | NPE  | Napier           | 431 903    |
| 9    | Aérodrome de Hamilton                      | HLZ  | Hamilton         | 362 000    |
| 10   | Nouvel aéroport de Plymouth                | NPL  | New Plymouth     | 300 960    |
| 11   | Invercargill (en)                          | IVC  | Invercargill     | 281 633    |
| 12   | Tauranga (en)                              | TRG  | Tauranga         | 246 485    |
| 13   | Rotorua                                    | ROT  | Rotorua          | 227 578    |
| 14   | Blenheim-Woodbourne (en)                   | BHE  | Blenheim         | 212 179    |